# مقياس ليفين
مقياس ليفين (بالإنجليزية: Levine scale)‏ في علم وظائف الأعضاء القلبية هو نظام تسجيل رقمي لوصف شدة أو ارتفاع صوت لغط القلب. وهو منسوب للباحث صامويل أ. ليفين الذي درس أهمية ألغاط القلب الانقباضية. ويعطي المقياس درجة لشدة اللغط من 1 إلى 6، ويُعرف اللغط الملموس بالرجفة أو الارتعاش، والتي يمكن الشعور بها في الدرجة الرابعة فيما أعلى.
1. اللغط يمكن سماعه فقط عند الاستماع بعناية لبعض من الوقت.
2. اللغط خافت ولكن يمكن سماعه على الفور عند وضع السماعة على صدر المريض.
3. لغط أكثر وضوحا ويمكن سماعه بسهولة لكن بدون رجفة.
4. لغط عال مع وجود رجفة.
5. لغط عال مع وجود رجفة. اللغط عال جدا بحيث يمكن سماعه بمجرد ملامسة حافة السماعة للصدر.
6. لغط عال مع وجود رجفة. يمكن سماع اللغط باستخدام سماعة الطبيب التي تكاد تلمس صدر المريض (لا تلمس صدر المريض مباشرة).

يظل مقياس ليفين المعيار الذهبي لتصنيف شدة الألغاط القلبية. ويوفر المقياس الدقة والاتساق والاتفاق، وهي أمور تعتبر ضرورية لأغراض التشخيص، ولا سيما لتمييز اللغط البرئ من اللغط المرضي (الباثولوجي). ويُعتقد أن تُمثل الألغاط العالية (درجة ≥3) عيوبًا قلبيةً تميل إلى أن تكون لها عواقب مؤثرة على الدورة الدموية.
عادة ما يتم تدوين مقياس ليفين كجزء من 6 باستخدام الأرقام الرومانية.